# Hoplitis fabrei
Hoplitis fabrei är en biart som beskrevs av Van der Zanden 1987. Hoplitis fabrei ingår i släktet gnagbin, och familjen buksamlarbin. Inga underarter finns listade i Catalogue of Life.